# A1 Ethniki 2025-26
La A1 Ethniki 2025-26 será la edición número 86 de la liga griega y la número 34 con el formato actual y la denominación de A1 Ethniki, la máxima competición de baloncesto de Grecia. La temporada regular comenzará  en octubre de 2024 y finalizará en junio de 2026 con los playoffs.

## Equipos temporada 2025-26
Tas la dispita del play-out en la temporada 2024-25, el Lavrio B.C. descendió a la A2 Ethniki. Por su parte, los dos promeros clasificados de la segunda división helena, el A.O. Mykonos y el Iraklis BC consiguieron el ascenso a la máxima categoría.
| Club              | Ciudad             | Pabellón                                       | Cap.   | Temp. |
| ----------------- | ------------------ | ---------------------------------------------- | ------ | ----- |
| AEK               | Atenas             | Centro Olímpico Ano Liossia                    | 8327   | 58    |
| Aris              | Salónica           | Alexandrio Melathron                           | 5090   | 64    |
| Iraklis B.C.      | Salónica           | Ivanofeio Sports Arena                         | 2500   | 45    |
| Maorussi          | Marusi             | Maroussi Saint Thomas Indoor Hall              | 1700   | 25    |
| A.O. Mykonos      | Mikonos            | Ciudad de Mykonos                              | 400    | 1     |
| Karditsas         | Karditsa           | Nuevo pavellon de Karditsa «Y. Bourousis»      | 3007   | 2     |
| Kolossos          | Rodas              | Pale de sport «Kallithea»                      | 1400   | 18    |
| Olympiacos        | El Pireo           | Estadio de la Paz y la Amistad (SEF)           | 12 000 | 56    |
| Panathinaikos     | Atenas             | Olympic Indoor Hall                            | 18 500 | 61    |
| Panionios BC      | Nea Smirni         | National Athletic Center Glyfada Makis Liougas | 2272   | 55    |
| PAOK              | Salónica           | PAOK Sports Arena                              | 8162   | 60    |
| Peristeri         | Atenas (Peristeri) | Pavellón «Andreas Papandréu»                   | 4000   | 25    |
| Promitheas Patras | Patras             | Pavellón «Dimitris Tofalos»                    | 5500   | 8     |

## Temporada regular
Actualizado:15 de mayo de 2022
| Pos. | Equipo              | PJ | G | P | PF | PC | DP | Pts | Clasificación o descenso |
| ---- | ------------------- | -- | - | - | -- | -- | -- | --- | ------------------------ |
| 1    | Panathinaikos AKTOR | 0  | 0 | 0 | 0  | 0  | 0  | 0   | Accede a playoffs        |
| 2    | Olympiacos          | 0  | 0 | 0 | 0  | 0  | 0  | 0   | Accede a playoffs        |
| 3    | AEK                 | 0  | 0 | 0 | 0  | 0  | 0  | 0   | Accede a playoffs        |
| 4    | Promitheas Patras   | 0  | 0 | 0 | 0  | 0  | 0  | 0   | Accede a playoffs        |
| 5    | Karditsa            | 0  | 0 | 0 | 0  | 0  | 0  | 0   | Accede a playoffs        |
| 6    | PAOK mateco         | 0  | 0 | 0 | 0  | 0  | 0  | 0   | Accede a playoffs        |
| 7    | Panionios           | 0  | 0 | 0 | 0  | 0  | 0  | 0   | Accede a play-in         |
| 8    | Aris Thessaloniki   | 0  | 0 | 0 | 0  | 0  | 0  | 0   | Accede a play-in         |
| 9    | Peristeri bwin      | 0  | 0 | 0 | 0  | 0  | 0  | 0   | Accede a play-in         |
| 10   | Iraklis             | 0  | 0 | 0 | 0  | 0  | 0  | 0   | Accede a play-in         |
| 11   | Kolossos H Hotels   | 0  | 0 | 0 | 0  | 0  | 0  | 0   | Accede a play-in         |
| 12   | Maroussi            | 0  | 0 | 0 | 0  | 0  | 0  | 0   | Accede a play-out        |
| 13   | Mykonos             | 0  | 0 | 0 | 0  | 0  | 0  | 0   | Accede a play-out        |

 Fuente: ESAKE